# Metaclythia currani
Metaclythia currani är en tvåvingeart som beskrevs av Kessel 1952. Metaclythia currani ingår i släktet Metaclythia och familjen svampflugor.
Artens utbredningsområde är Wisconsin. Inga underarter finns listade i Catalogue of Life.